# Śluza Borlanda
Śluza Borlanda – rodzaj śluzy wodnej (przepławkowej), przeznaczonej dla ryb, poruszających się na tarło w górę rzeki, umożliwiającej im pokonywanie sztucznych zapór. Jest stosowana przede wszystkim przy piętrzeniach powyżej 15 metrów wysokości.
Śluza (przepławka) składa się z dwóch basenów (dolnego i górnego) oraz łączącej je sztolni. Sztolnia ma charakter kanału o dużym przekroju, biegnącego skośnie od basenu dolnego do górnego. Wszystko to umieszczone jest albo w korpusie zapory, albo w filarze przepławkowym. Ryby płynące w górę rzeki wabione są do basenu dolnego silnym prądem wypływającej z niego wody. W pewnym momencie wejście do basenu zostaje zamknięte, a woda napływająca z góry stopniowo wypełnia cały basen dolny, potem sztolnię i basen górny, aż do osiągnięcia poziomu wody górnej. Wtedy basen górny zostaje otwarty, a ryby wypływają, kontynuując wędrówkę w górę rzeki. Po opuszczeniu przez ryby basenu górnego zostaje on zamknięty, a cała procedura powtarza się od początku. Poprzez odwrócenie cyklu umożliwia się rybom także wędrówkę odwrotną – w dół rzeki.
Zalety śluz Borlanda:
- ryby nie męczą się pokonywaniem licznych komór, jak w tradycyjnych przepławkach,
- łatwe umiejscowienie śluzy w korpusie zapory,
- urządzenie nie wymaga tak dużej ilości wody, jak przepławka komorowa, a także ma niższy koszt budowy[2].

W Polsce śluzy Borlanda znajdują się m.in. w spiętrzeniu Raby (zbiornik Dobczyce) i w spiętrzeniu Dunajca (Jezioro Sromowskie).